# Миколаївська церква (Мишів)
Микола́ївська це́рква — чинна мурована парафіяльна православна церква у селі Мишів Володимирського району Волинської області. Пам'ятка архітектури місцевого значення (охоронний № 262-Вл). Належить до Володимир-Волинської єпархії Православної церкви України
Храм збудований у 1885 році у візантійському стилі на місці старішого дерев'яного храму XVII століття. У радянський період, з 1962 по 1988 рік, церква була закрита. У лютому 2020 року релігійна громада офіційно перейшла до Православної церкви України.

## Історія

### Рання історія (дерев'яний храм)
Перша згадка про духовне життя в Мишеві датується 1575 роком, коли тут служив священик Андрій, який водночас був і дворецьким урядовцем. Історик Олександр Цинкаловський у праці «Стара Волинь і Волинське полісся» зазначає, що муровану церкву звели на місці «дуже старої», з початку XVII століття, яка стояла на пагорбі навпроти палат князів Вишневецьких.
Після побудови нового мурованого храму стару дерев'яну церкву перенесли на кладовище, де вона після ремонту почала виконувати роль каплиці. У 1960-х роках, у період войовничого атеїзму, каплиця згоріла. Точні причини пожежі достеменно невідомі.

### Будівництво мурованого храму (XIX— початок XX століття)
Нова мурована церква у візантійському стилі була збудована у 1885 році. Будівництво велося стараннями настоятеля протоієрея Амвросія Тишкевича, який вклав у справу 2000 власних рублів, та за значної фінансової підтримки місцевої поміщиці Євдокії Олександрівни Чапліної, дружини полковника. Вона також фундувала ремонт і будівництво каплиці на кладовищі та підтримувала церковно-парафіяльну школу.
У «Волинських єпархіальних відомостях» за 1912 рік описується візит єпископа Володимирського Фадея до Мишева. Зазначається, що храм був великий, місткий, з чудовим іконостасом, дорогими іконами та живописом. На початок XX століття парафія налічувала 1270 душ. Церкві належало 49 десятин землі. При храмі діяла церковно-парафіяльна школа.

### Міжвоєнний період
Згідно з кліровими відомостями за 1921 рік, парафія об'єднувала села Мишів та Яневичі й налічувала 1200 православних вірян. Крім того, в селах проживали юдеї та римо-католики. У цей період церковні документи поступово полонізувалися: до 1930 року вони велися українською мовою або суржиком, у 1931 році — польською та українською, а з 1935 року — виключно польською.
Після протоієрея Амвросія Тишкевича, який служив у храмі 35 років, настоятелями були Степан Герасимов (1920—1924), Калиник Романюк (з 1924), Георгій Кавценюк (з 1926). З 1931 до 1941 року настоятелем був Тимофій Коваль, випускник Волинської духовної семінарії.

### Радянський період (закриття та боротьба за храм)
У 1941 році настоятелем став Сильвестр Харчук, патріот України, який служив українською мовою. Його часто викликали на допити в НКВС, зокрема через табличку «Українська автокефальна православна церква» на храмі під час війни. Влітку 1947 року він помер від інфаркту дорогою на черговий допит. Похований біля церкви.
Після нього служили Олександр Клопотович (помер 1951 року, похований біля храму) та о. Ціхотський, який виїхав із села у 1962 році. Після від'їзду священника влада закрила церкву, і вона не діяла 26 років, з 1962 по 1988 рік.
Віряни всіляко намагалися добитися відкриття храму, писали листи до Києва та Москви. Улітку 1981 року влада здійснила спробу силою захопити приміщення церкви, щоб облаштувати там склад або музей. Для цього була створена спеціальна група з близько 60 партійних функціонерів, міліціонерів та чиновників. Проте місцеві жителі, збігшись з усіх околиць, оточили храм і не дали цього зробити. «Штурм» провалився.
Храм знову відкрив свої двері для вірян у 1989 році, після початку перебудови. Богослужіння відновилися 7 липня 1989 року.

### Період незалежності та міжконфесійний конфлікт
З 1989 року і до переходу громади в ПЦУ настоятелем храму був Іван Щербан. Після отримання Томосу про автокефалію у селі розпочався рух за приєднання до ПЦУ. У лютому 2019 року відбулися збори парафіян, які супроводжувалися суперечками та маніпуляціями. Громада розділилася: частина підтримала перехід до ПЦУ, зібравши понад 300 підписів, інша частина залишилася вірною УПЦ (МП).
Через конфлікт храм був тимчасово опечатаний поліцією 30 листопада 2019 року, аби уникнути сутичок. Прихильники ПЦУ майже рік не могли потрапити до церкви і проводили богослужіння на вулиці.

### Перехід до Православної церкви України
Свято-Миколаївська громада ПЦУ була офіційно зареєстрована 24 грудня 1991 року (перереєстрована зі зміною юрисдикції). 15 лютого 2020 року у храмі відбулося перше богослужіння громади ПЦУ, яке очолив благочинний протоієрей Василь Мавдрик. 1 березня 2020 року першу архієрейську літургію відслужив єпископ Володимир-Волинський і Турійський Матфей.
Після переходу до ПЦУ у храмі провели ремонт: замінили стару прогнилу підлогу на нову з підігрівом, вкриту плиткою, а також оновили побілку стін, які були вкриті кіптявою.
Прихильники УПЦ (МП), що не визнали переходу, облаштували для богослужінь звичайну сільську хату, згодом встановивши на ній хрест та розпочавши будівництво навколо неї фундаменту, що викликало нові суперечки в селі.

## Архітектура
Храм збудований у візантійському стилі. Це мурована, хрестоподібна у плані споруда з масивними стінами завтовшки до одного метра. Центральний об'єм увінчаний великим куполом на восьмигранному барабані. Вікна високі, арочної форми.
Всередині зберігся різьблений іконостас, створений майстрами у ХІХ столітті. У 2020—2021 роках, після переходу громади до ПЦУ, в церкві було проведено значні реставраційні роботи: замінено підлогу та оновлено настінний розпис.

## Настоятелі
- піп Андрій (згадка 1575)[3]
- протоієрей Амвросій Тишкевич (до 1920)[3]
- ієрей Степан Герасимов (1920–1924)[3]
- ієрей Калиник Романюк (з 1924)[3]
- ієрей Олександр Зумер (1926)[3]
- ієрей Георгій Кавценюк (з 1926)[3]
- ієрей Тимофій Коваль (1931–1941)[3]
- ієрей Сильвестр Харчук (1941–1947)[3]
- ієрей Олександр Клопотович (1947–1951)[3]
- ієрей О. Ціхотський (до 1962)[3]
- ієрей Михайло (з 1989)[3]
- протоієрей Іван Щербан (1989–2019)[3]
- протоієрей Василь Мавдрик (з 2020)[5][7]

## Реліквії та пам'ятки
- Ікона Святого Миколая: за переказами, у 1897 році в храмі чудесним чином обновилася ікона святого[3][15].
- Старовинне крісло: подарунок храму від Євдокії Чапліної наприкінці XIX століття. Зберігається як цінна реліквія[3].
- Ікона «Коронування Діви Марії»: сюжетна ікона кінця ХІХ — початку ХХ століття, що є рідкісною для православних храмів і поширена в західному мистецтві. Ймовірно, походить зі старого дерев'яного храму[9].
- Копія Томосу: храму подарували одну з 200 офіційних копій Томосу про автокефалію ПЦУ. Цей дар зробив Петро Цеголко, батько прессекретаря п'ятого президента України, який є уродженцем Мишева[9].
- Могили священників: на церковному подвір'ї поховані настоятелі Сильвестр Харчук та Олександр Клопотович[9].
- Меморіал воїнам: поруч із могилами священників встановлено стенд із фотографіями загиблих у російсько-українській війні жителів села: Віталія Дідика, Олександра Сушика та Дмитра Катана[9].

## Галерея

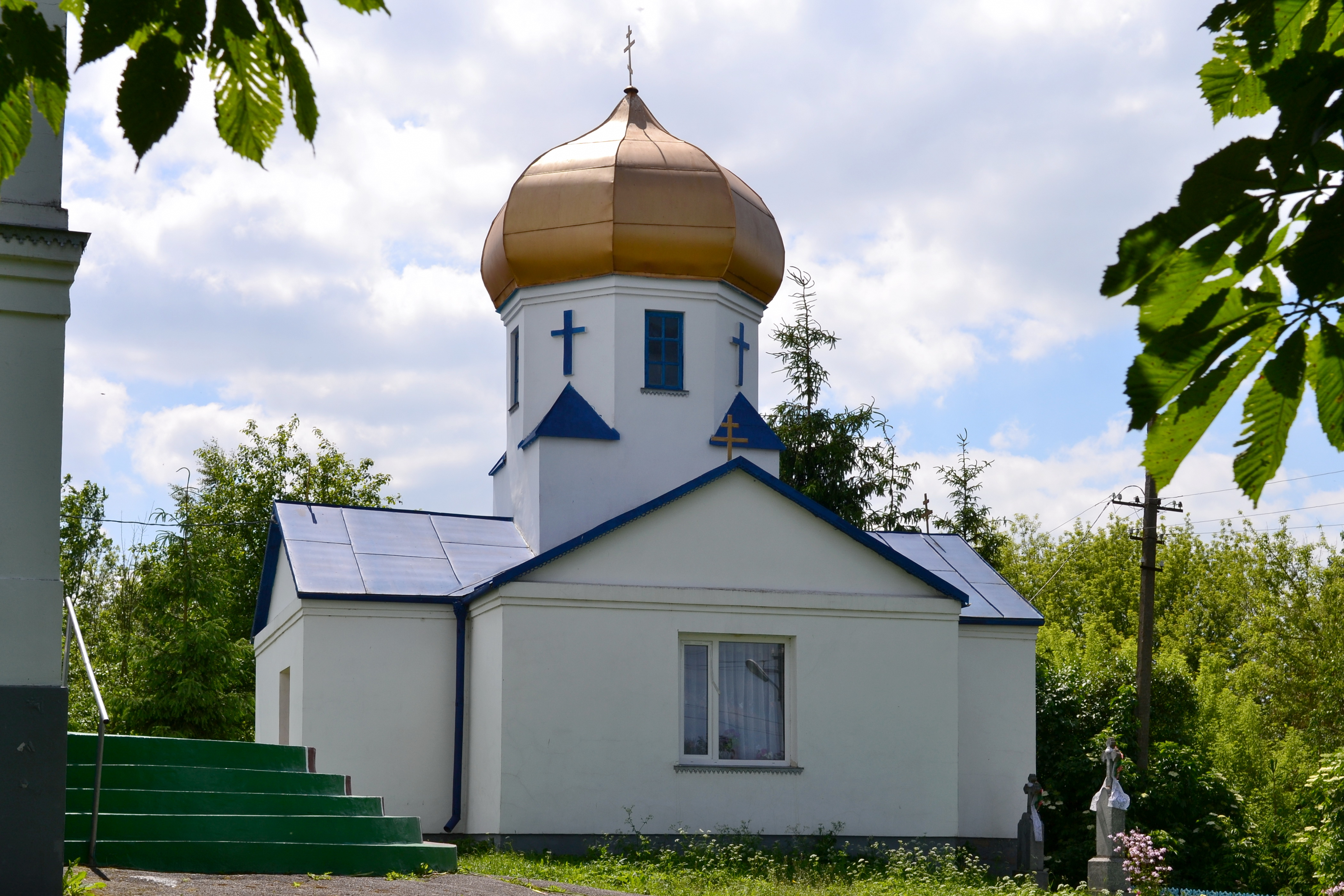
Дзвіниця Миколаївської церкви
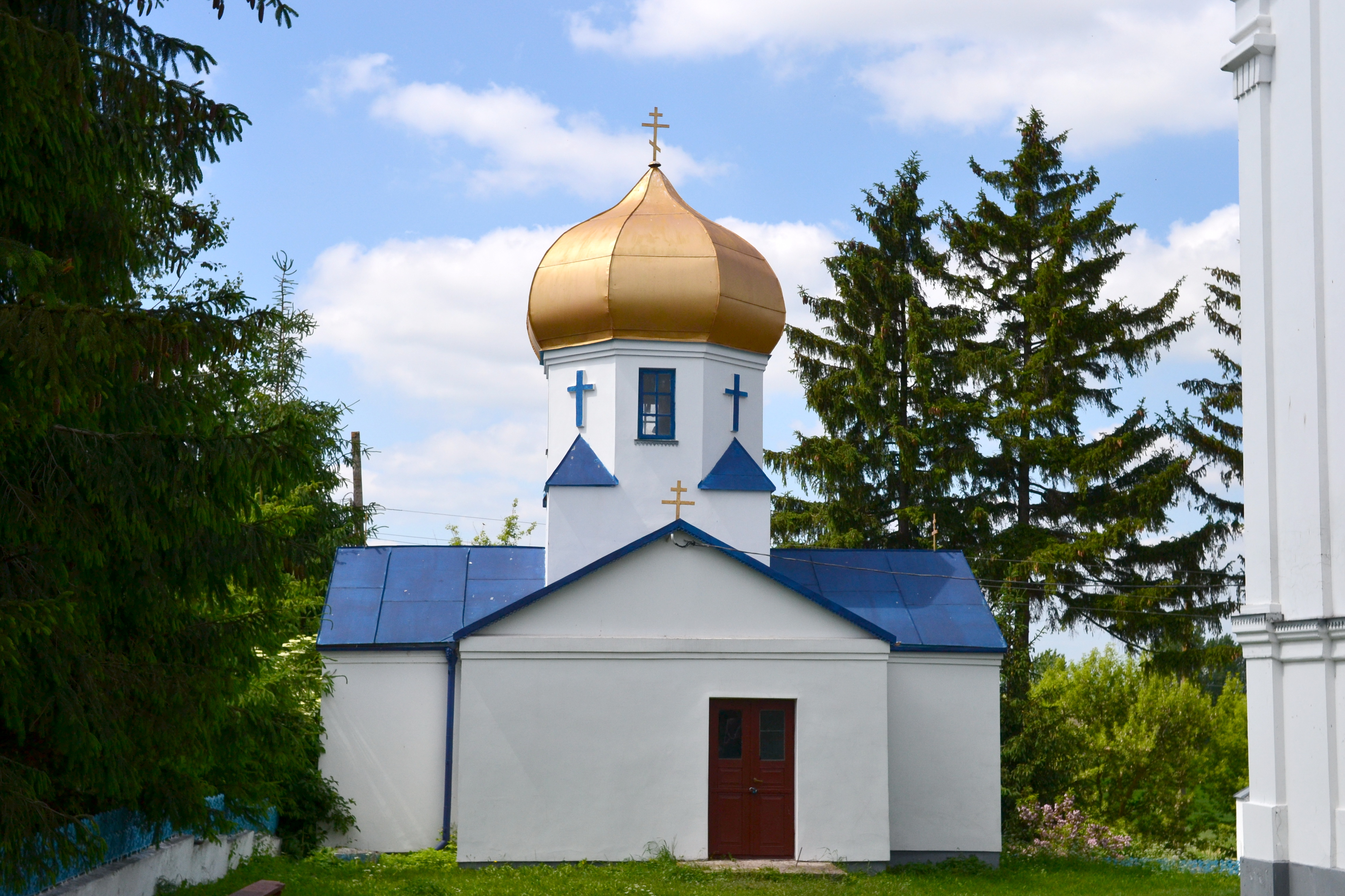
Дзвіниця
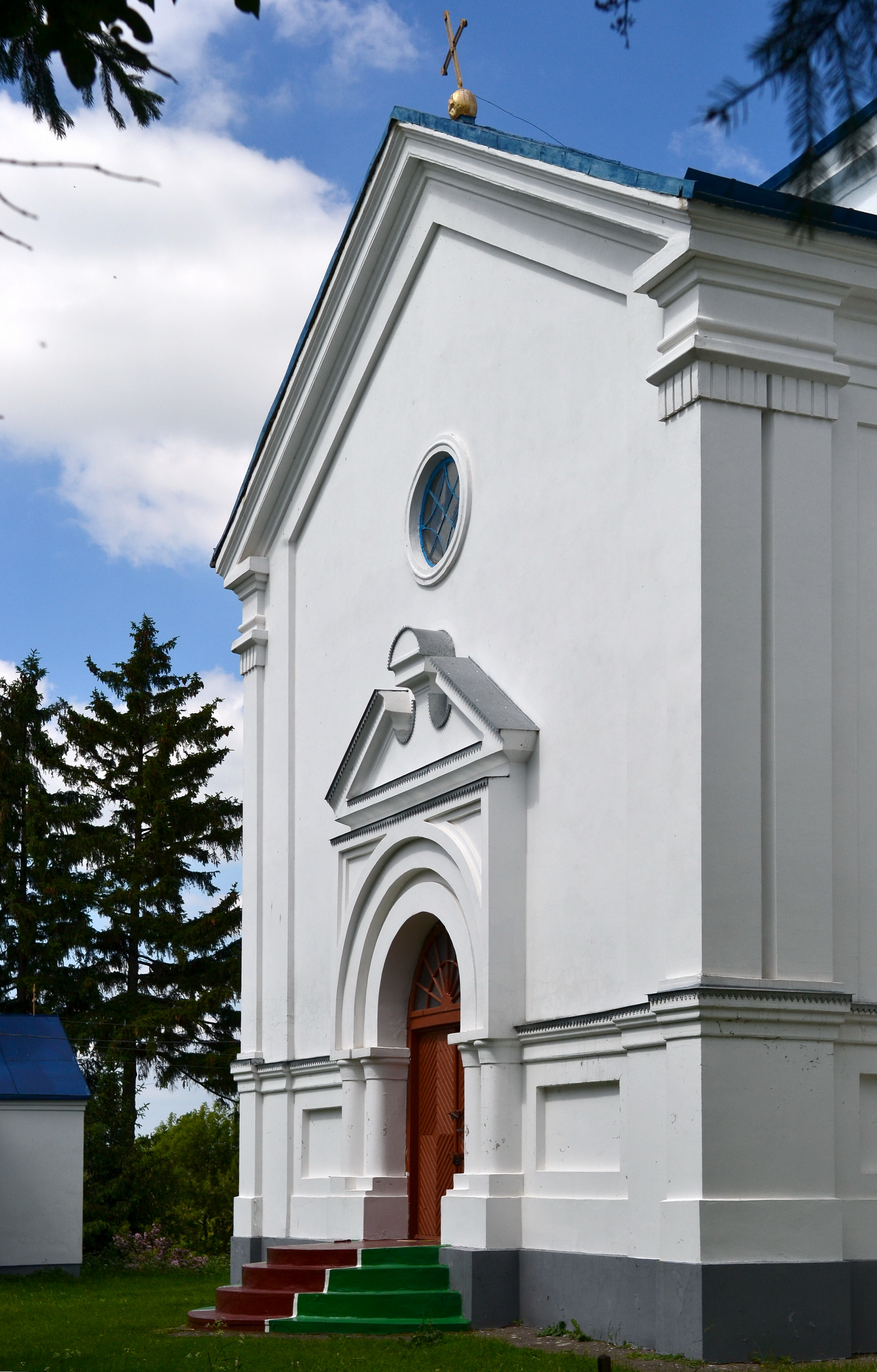
Вигляд з тилу
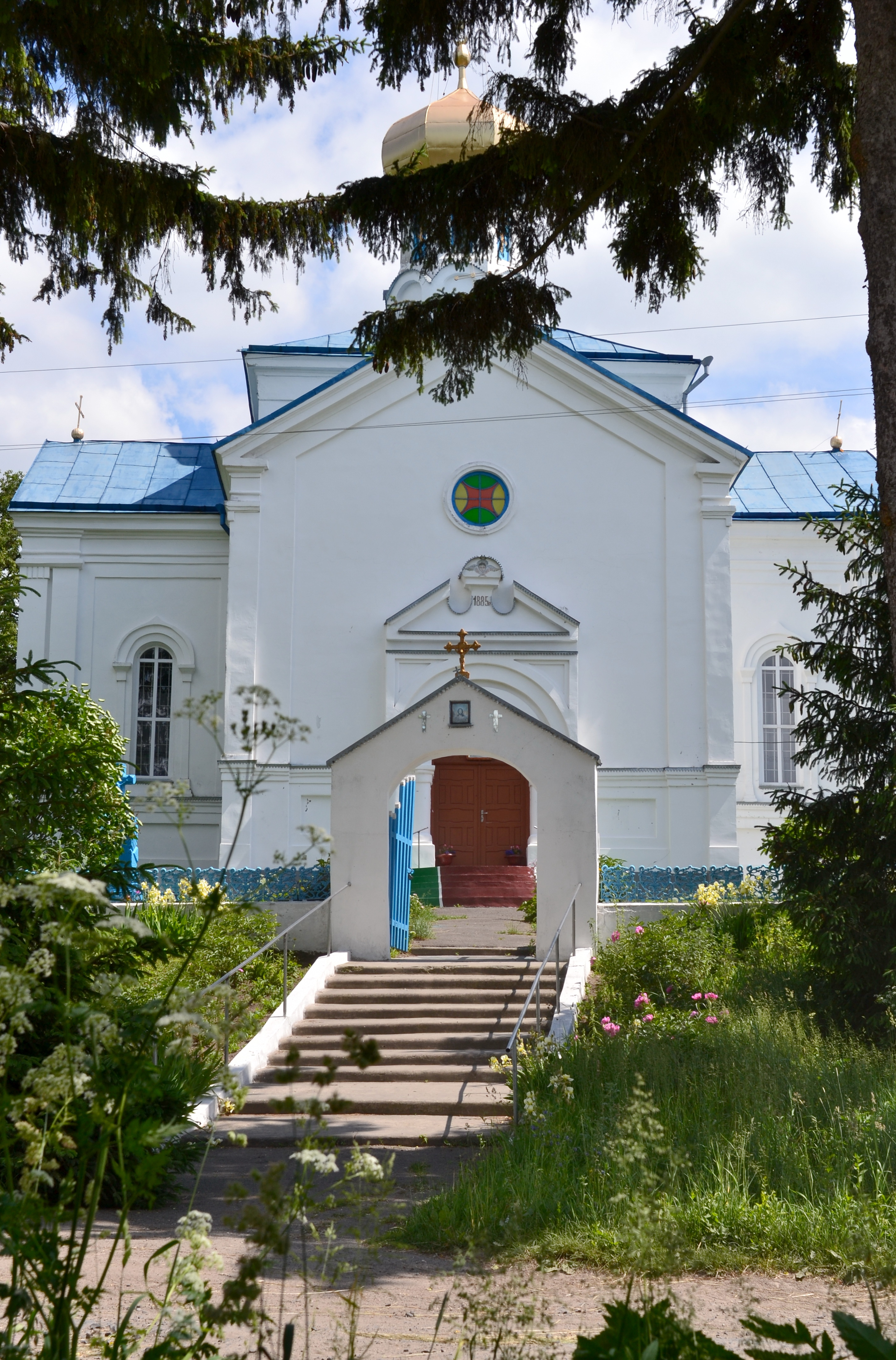
Центральна брама
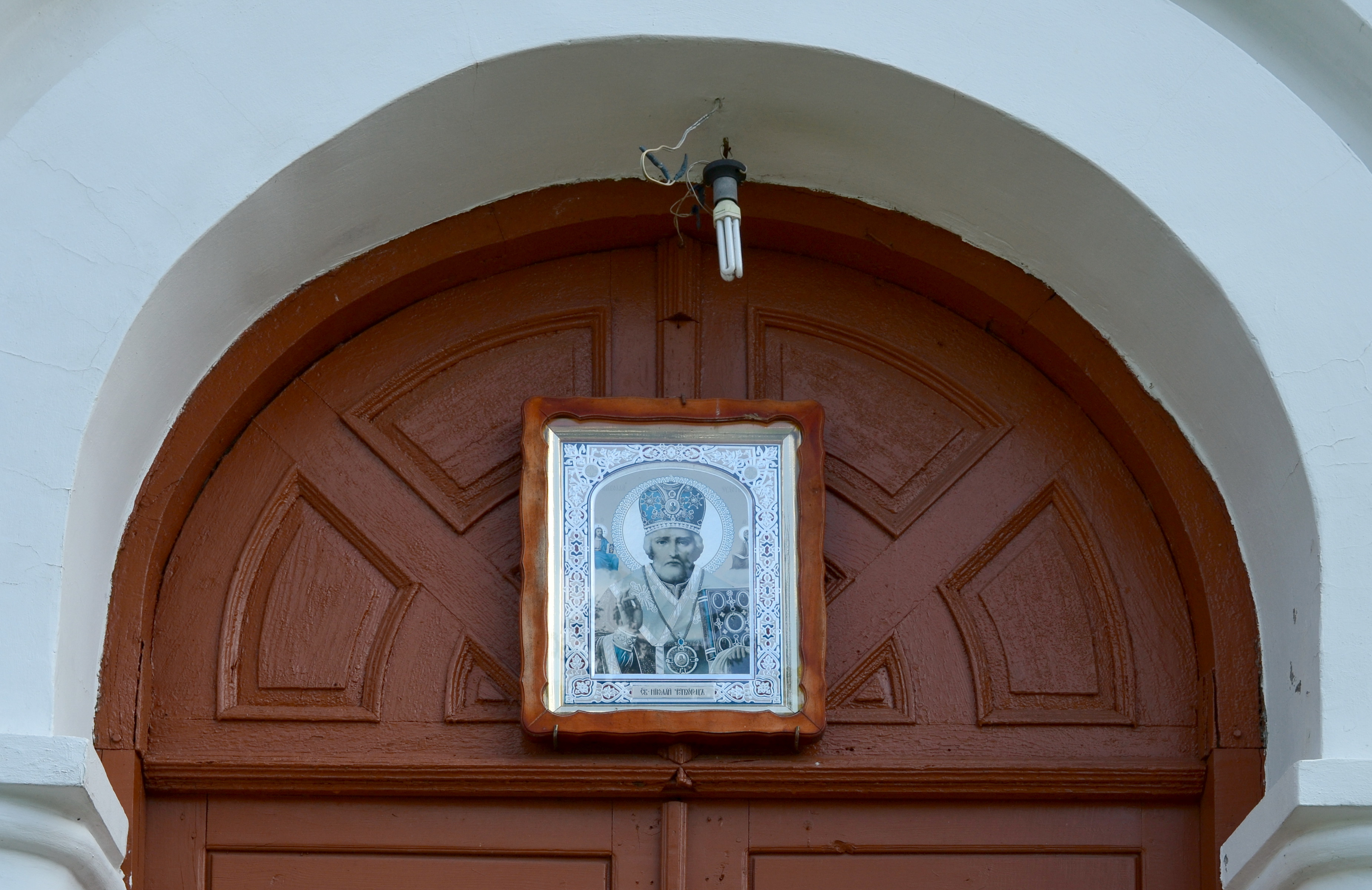
Ікона над центральним входом
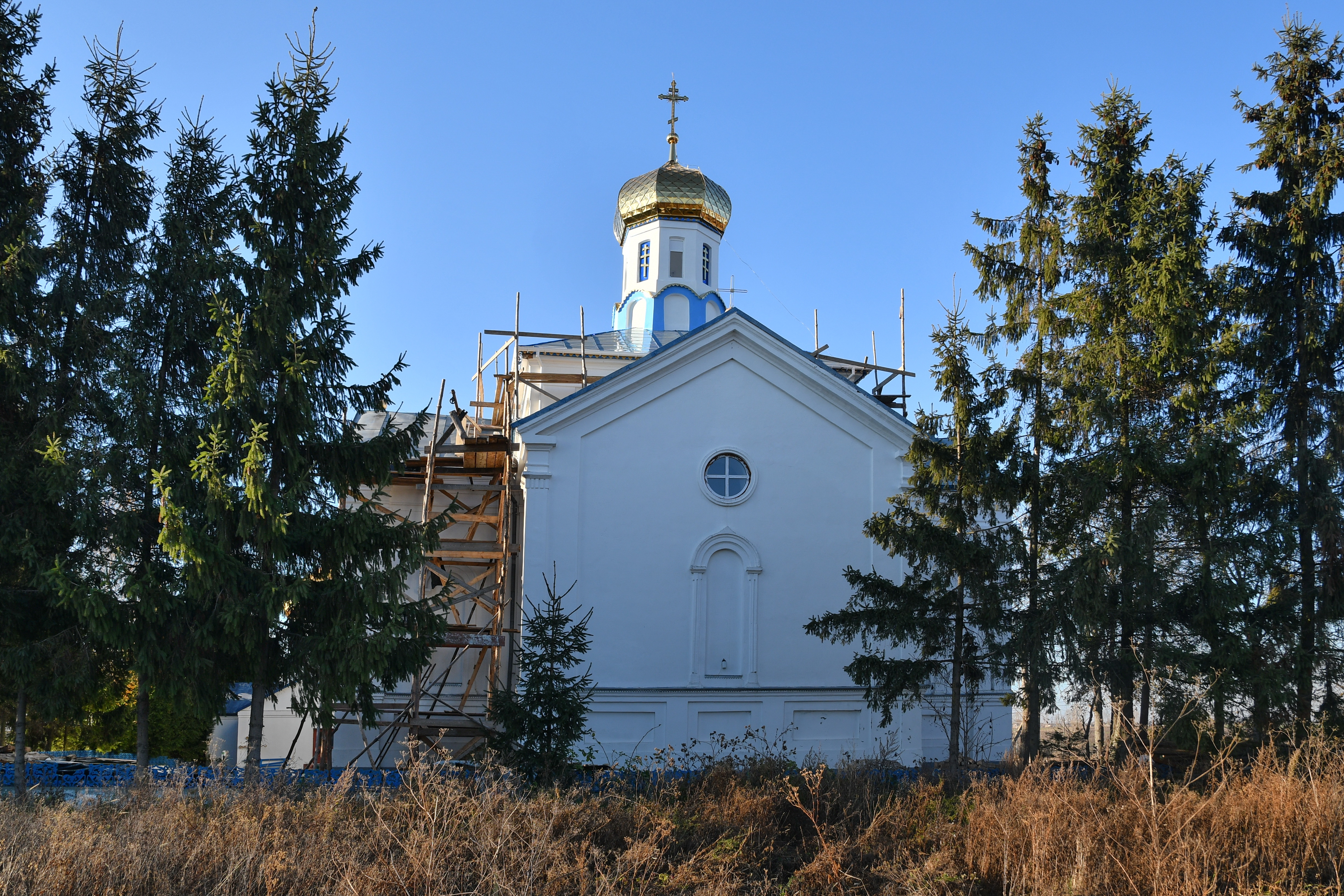
Вигляд з південного сходу
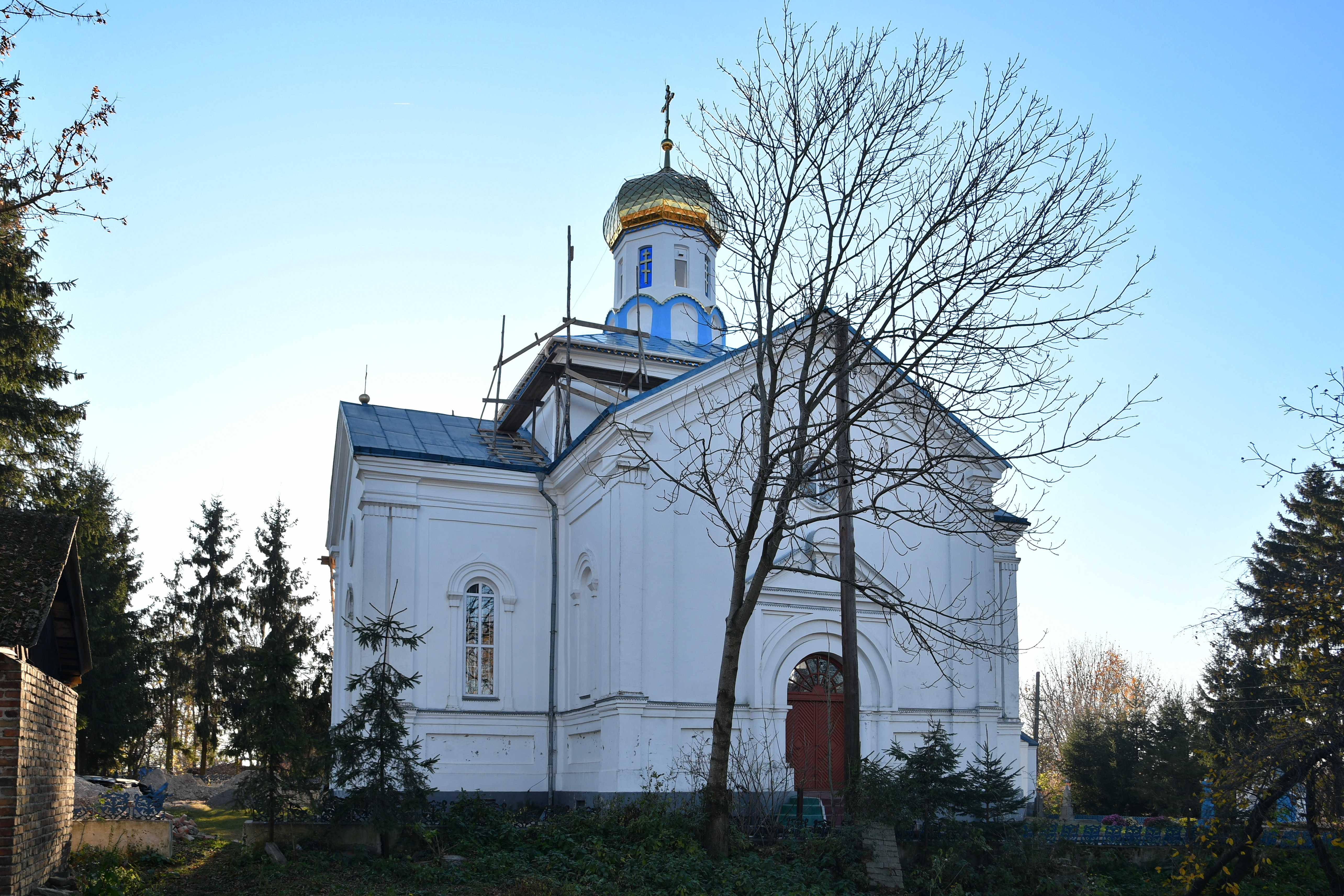
Вигляд з північного сходу
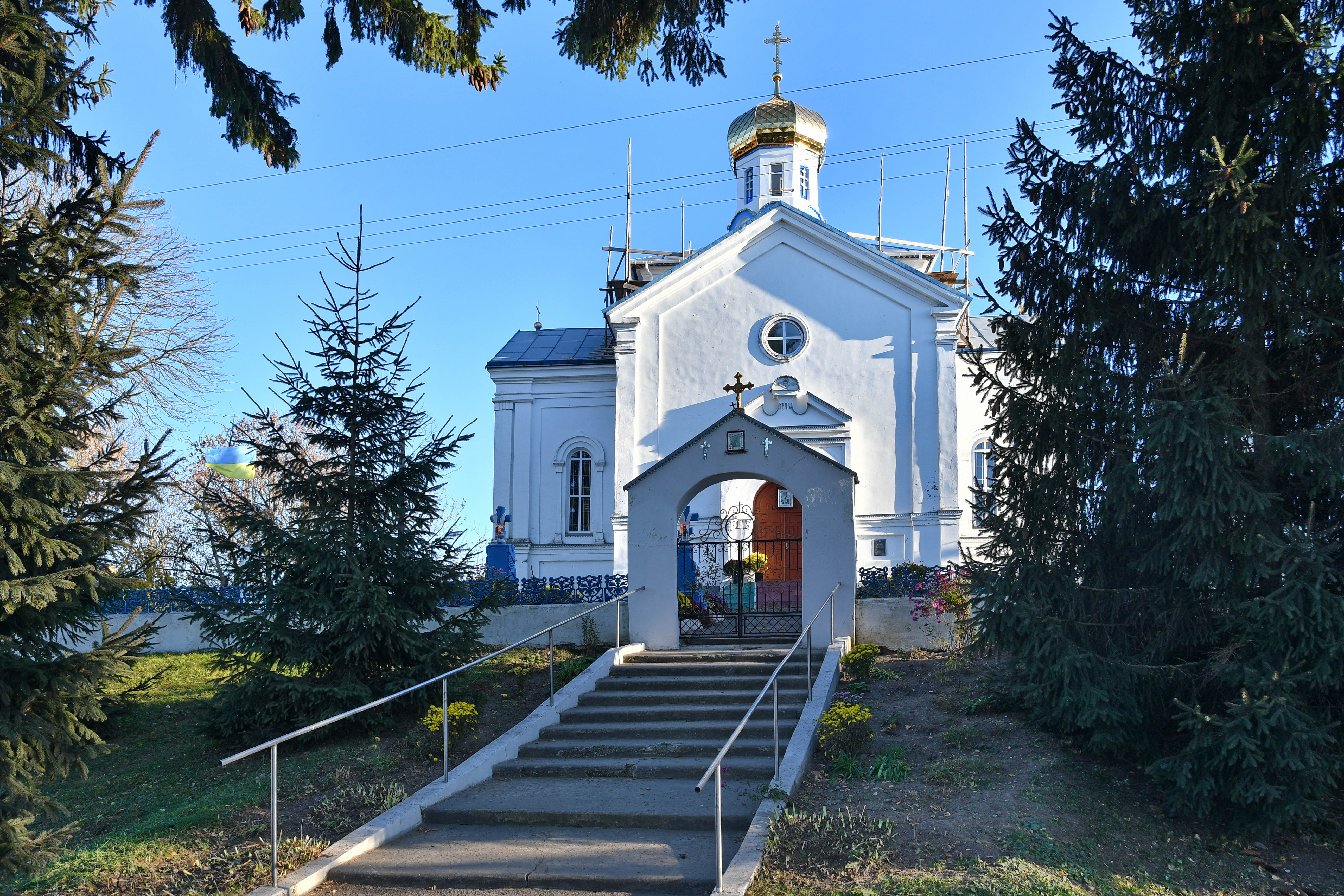
Вигляд з північного заходу
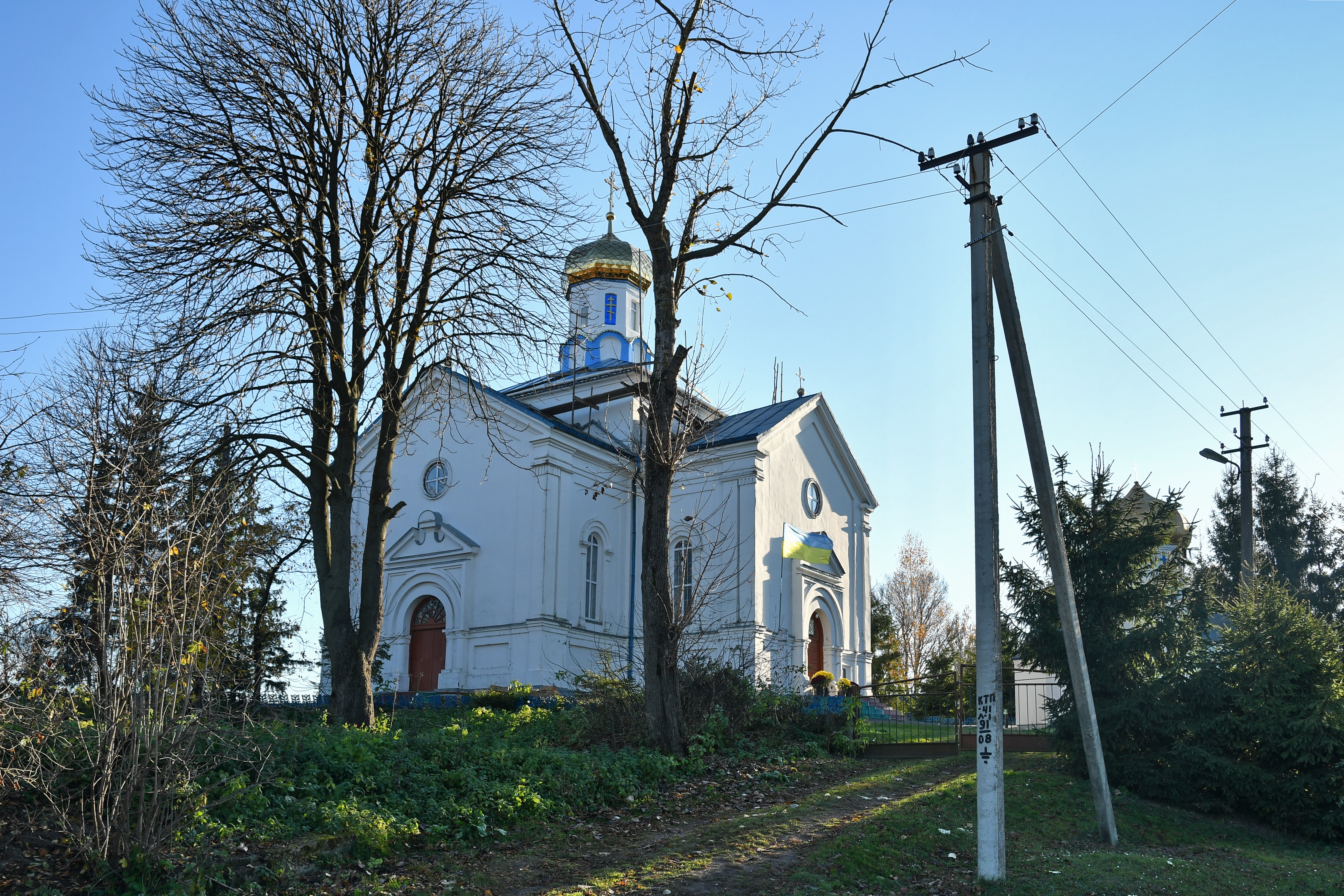
Вигляд з півночі
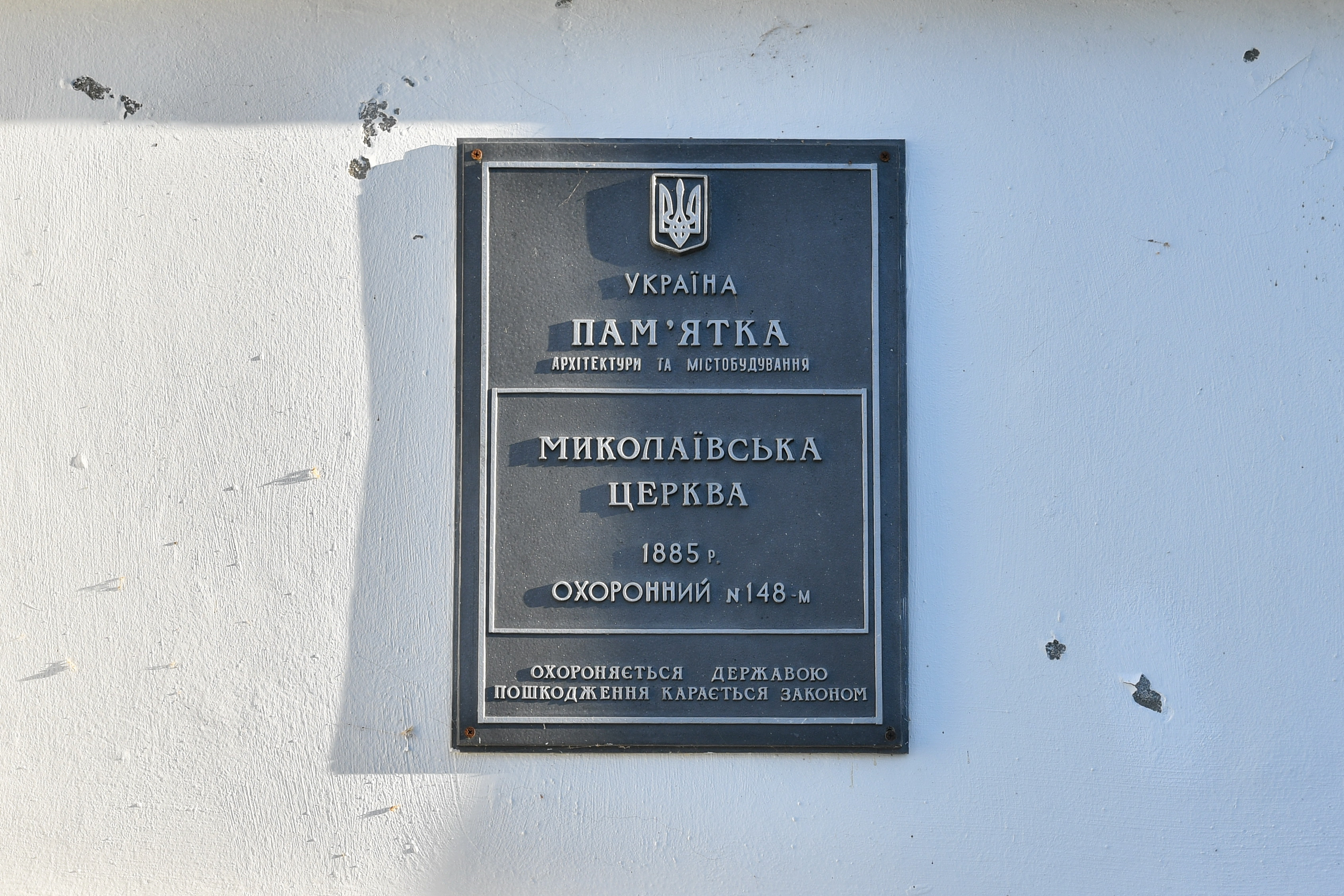
Охоронна дошка
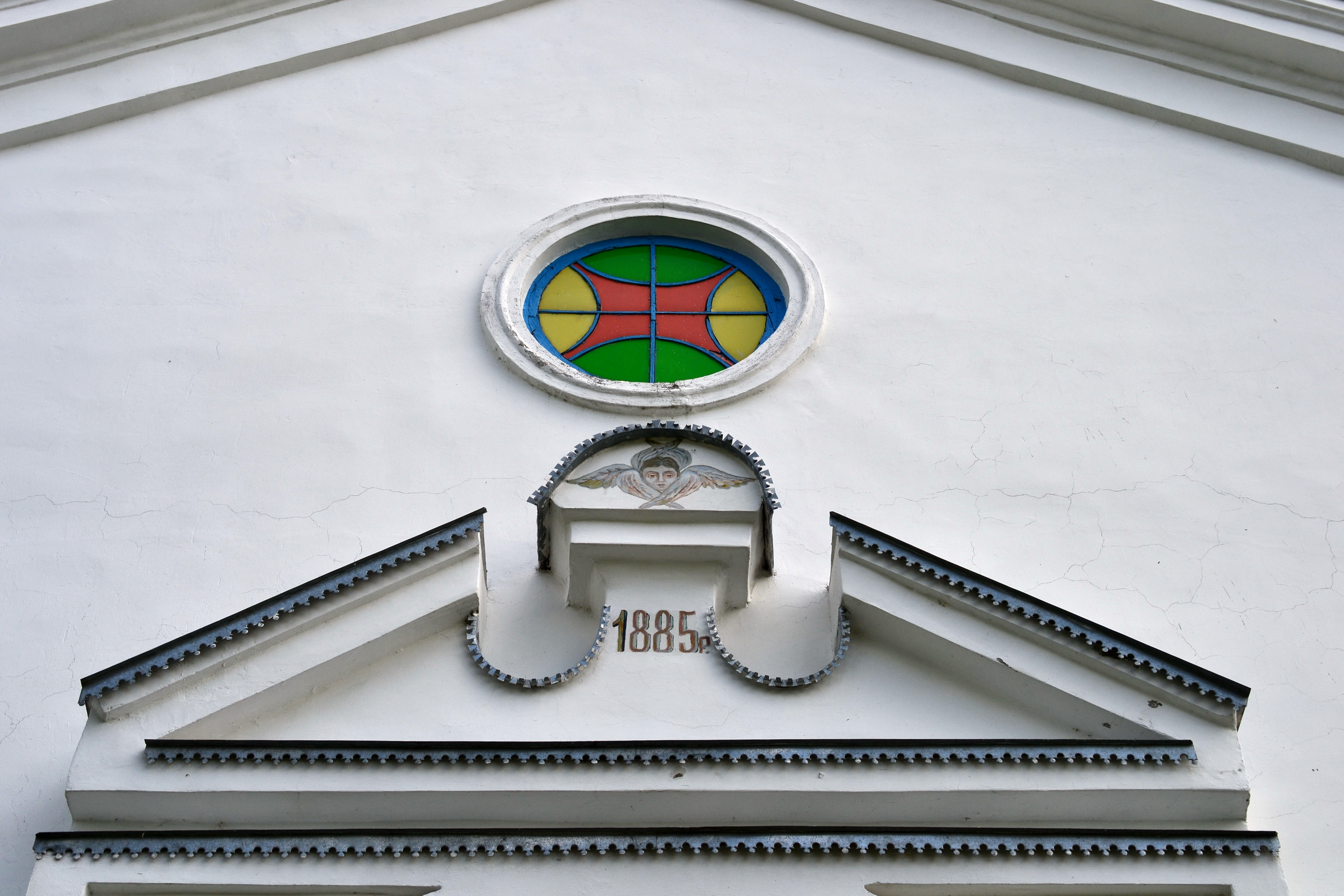
Вікно храму
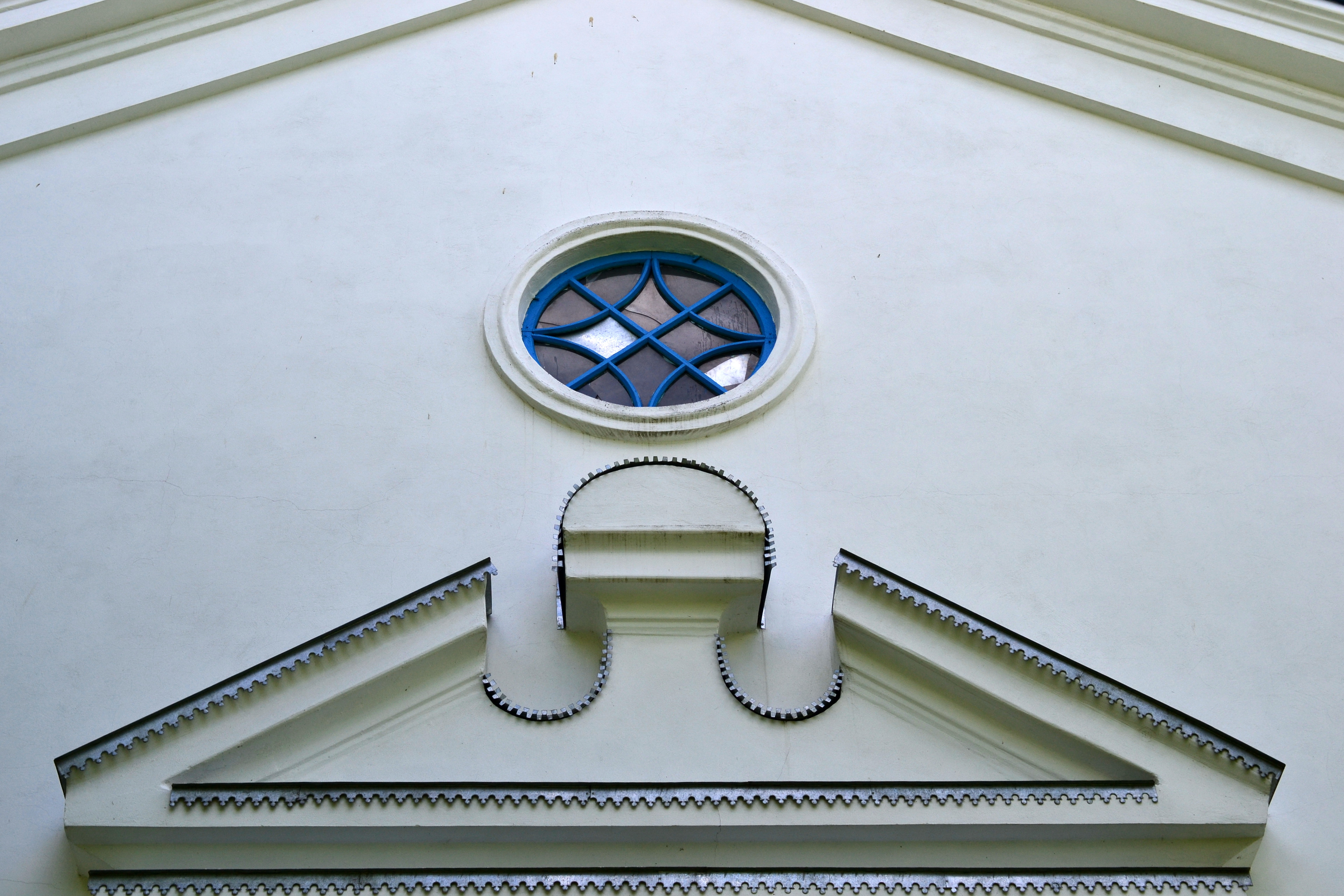
Фрагмент вікна